# 후빙

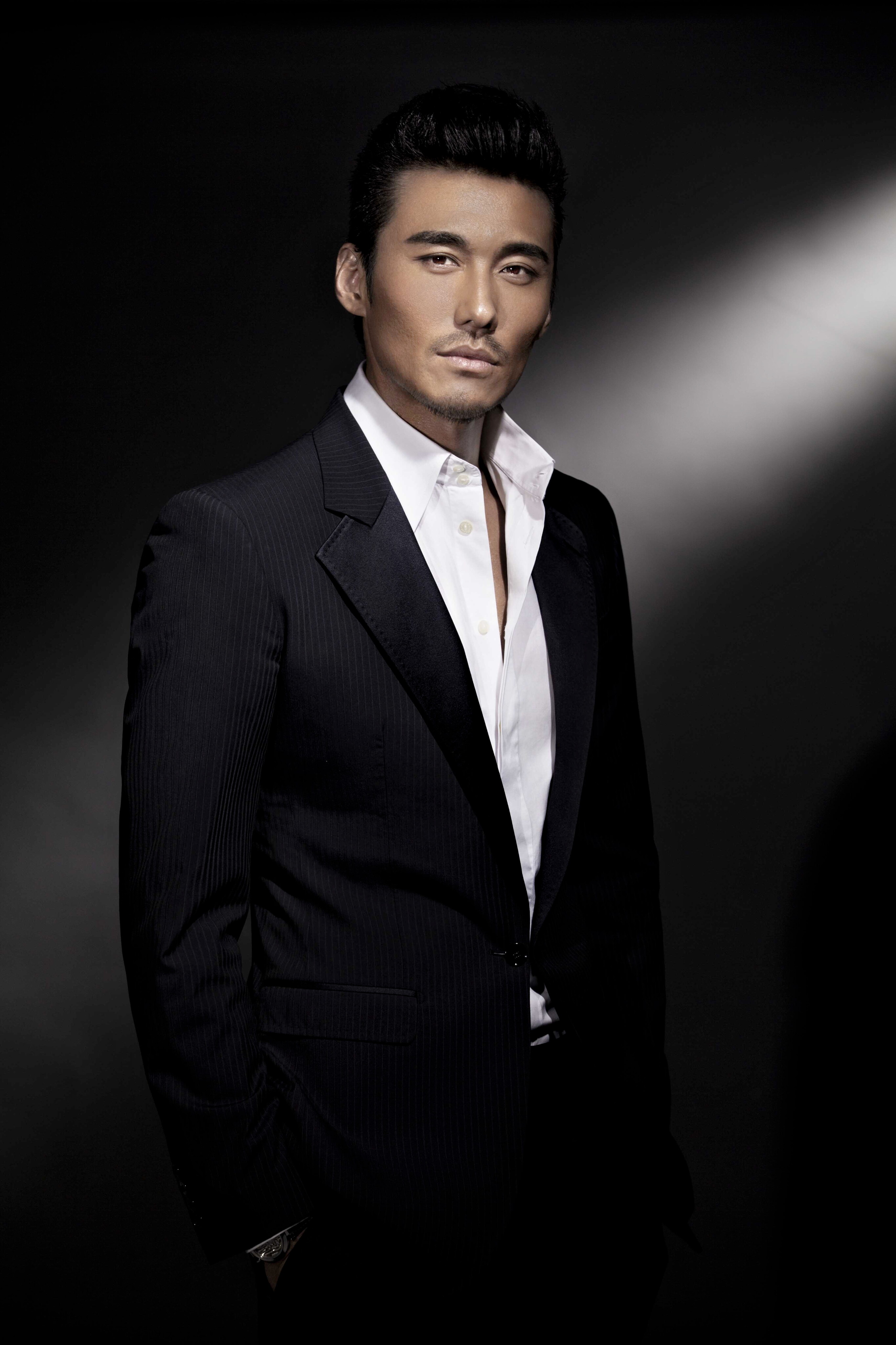

후빙(중국어: 胡兵, 1971년 2월 14일 ~ )은 중국의 배우, 가수, 모델, 텔레비전 배우이다. 저장성 항저우시에서 태어났다.

## 방송
- 행복촉수가급
- 렵장
- 환성 : 신들의 전쟁
- 운중가
- 여과아애니

## 영화
- 환성 : 신들의 전쟁 (2016년)
- 여과아애니 (2014년)
- 유 아 더 원 (2014년)
- 아적남남남남붕우 (2013년)
- 저저립정향전주 : 누나가 간다 (2012년) - 부운개 역
- 종규전설 (2012년)
- 경혼유희 (2012년)
- 친애적, 회가 (2012년)
- 무해가격지 미녀여운 (2010년)
- 후비첨심 (2005년)
- 경천대도망 (2001년)